# Plectreurys schicki
Espèce
Plectreurys schicki est une espèce d'araignées aranéomorphes de la famille des Plectreuridae.

## Distribution
Cette espèce est endémique de Californie aux États-Unis,. Elle a été découverte dans le comté de Riverside.

## Description
Le mâle holotype mesure 6 mm.

## Étymologie
Cette espèce est nommée en l'honneur de Robert X. Schick.

## Publication originale
- Gertsch, 1958 : The spider family Plectreuridae. American Museum Novitates, no 1920, p. 1-53 (texte intégral).